# Callistethus ohausi
Callistethus ohausi är en skalbaggsart som beskrevs av Heller 1898. Callistethus ohausi ingår i släktet Callistethus och familjen Rutelidae. Utöver nominatformen finns också underarten C. o. immaculata.